# Rozwadów (Ukraina)
Rozwadów (ukr. Розвадів, Rozwadiw) – wieś na Ukrainie, w obwodzie lwowskim, w rejonie stryjskim (do 2020 roku w rejonie mikołajowskim), nad Dniestrem. W 2025 roku liczyła 3100 mieszkańców.
Znajduje tu się stacja kolejowa Mikołajów Dniestrzański, położona na linii Lwów – Stryj – Batiowo.
Za II Rzeczypospolitej do 1934 roku wieś stanowiła samodzielną gminę jednostkową w powiecie żydaczowskim w woj. stanisławowskim. W związku z reformą scaleniową została 1 sierpnia 1934 roku włączona do nowo utworzonej wiejskiej gminy zbiorowej gminy Mikołajów nad Dniestrem w tymże powiecie i województwie. Po wojnie wieś weszła w struktury administracyjne Związku Radzieckiego.

## Osoby związane z miejscowością
- Antoni Opolski – fizyk